# فيلكيتشي
فيلكيتشي (بالإنجليزية: Wilkethöchi)‏ هو أحد جبال سلسلة جبال الألب أبينزيل ويقع في كانتون سانت غالن في سويسرا. يحتل المرتبة رقم 434 في قائمة جبال سويسرا من حيث الارتفاع، إذ يبلغ ارتفاعه حوالي 1172 متر، بينما يبلغ ارتفاع نتوء الجبل 310 متر.